# The Greatest
„The Greatest” este un cântec al interpretei australiane Sia Furler relalizat în colaborare cu Kendrick Lamar. Acesta a fost lansat la data de 6 septembrie 2016 ca al șaselea extras pe single de pe versiunea deluxe al celui de-al șaptelea album de studio, This Is Acting.

## Videoclip
Videoclipul muzical a fost publicat în aceași zi cu publicarea discului single pe canalul Vevo al interpretei, acesta a fost regizat de către Sia și Daniel Askill. Coreografia a fost făcută de către Ryan Heffington, iar în videoclip dansează un număr de 49 de dansatori, printre care și Maddie Ziegler care a contribuit pentru videoclipurile precedente de la „Chandelier”, „Elastic Heart”, „Big Girls Cry” și „Cheap Thrills”. Ziegler este văzută tristă și în lacrimi, cu o fața pictată în culorile curcubeului, iar apoi dansând împreună cu cei 49 dansatori. Videoclipul a fost realizat în memoria victimelor al Atentatului din Orlando.

## Clasamente
| Țară (clasament)                               | Poziția maximă | Referință |
| ---------------------------------------------- | -------------- | --------- |
| Australia (ARIA Singles Chart)                 | 2              | [ 5 ]     |
| Austria (Ö3 Austria Top 40)                    | 5              | [ 5 ]     |
| Belgia – Flandra (Ultratop)                    | 9              | [ 5 ]     |
| Belgia – Valonia (Ultratop)                    | 6              | [ 5 ]     |
| Canada (Canadian Hot 100)                      | 6              | [ 6 ]     |
| Danemarca (Tracklisten)                        | 7              | [ 5 ]     |
| Elveția (Schweizer Hitparade)                  | 1              | [ 5 ]     |
| Finlanda (Suomen virallinen lista)             | 4              | [ 5 ]     |
| Franța (SNEP)                                  | 3              | [ 5 ]     |
| Germania (Official German Charts)              | 3              | [ 5 ]     |
| Irlanda (IRMA)                                 | 3              | [ 7 ]     |
| Italia (FIMI)                                  | 5              | [ 5 ]     |
| Japonia (Japan Hot 100)                        | 54             | [ 8 ]     |
| Norvegia (VG-lista)                            | 2              | [ 5 ]     |
| Noua Zeelandă (Recorded Music NZ)              | 5              | [ 5 ]     |
| Țările de Jos (Single Top 100)                 | 9              | [ 5 ]     |
| Portugalia (AFP)                               | 12             | [ 9 ]     |
| Regatul Unit (UK Singles Chart)                | 5              | [ 10 ]    |
| România (Airplay 100)                          | 46             | [ 11 ]    |
| Republica Cehă (Singles Digitál Top 100)       | 2              | [ 12 ]    |
| Scoția (Scottish Singles Chart)                | 4              | [ 13 ]    |
| Spania (PROMUSICAE)                            | 4              | [ 5 ]     |
| Statele Unite ale Americii (Billboard Hot 100) | 24             | [ 14 ]    |
| Suedia (Sverigetopplistan)                     | 5              | [ 5 ]     |
| Ungaria (Single Top 40)                        | 2              | [ 15 ]    |

## Certificări
| \| Țara \| Vânzări/ puncte \| Certificare \| Referințe \| \| ------------ \| --------------- \| ----------- \| --------- \| \| Australia \| +70,000 \| \| [16] \| \| Canada \| +40,000 \| \| [17] \| \| Italia \| +25,000 \| \| [18] \| \| Regatul Unit \| +200,000 \| \| [19] \| | Note - reprezintă „disc de platină”; - reprezintă „disc de aur”; - reprezintă „disc de argint”; |             |           |
| Țara | Vânzări/ puncte                                                                                 | Certificare | Referințe |
| Australia | +70,000                                                                                         |             | [ 16 ]    |
| Canada | +40,000                                                                                         |             | [ 17 ]    |
| Italia | +25,000                                                                                         |             | [ 18 ]    |
| Regatul Unit | +200,000                                                                                        |             | [ 19 ]    |

## Refreințe
1. ↑  en The Greatest (feat. Kendrick Lamar) - Single by Sia. iTunes Store. Accsat la data de 25 septembrie 2016
2. ↑  en Sia - 'The Greatest'. Vevo. Accesat la data de 25 septembrie 2016
3. ↑  en Hear Sia, Kendrick Lamar on Rapturous New Song 'The Greatest'. Rolling Stone. Accesat la data de 25 septembrie 2016
4. ↑  en Maddie Ziegler Rocks a Black Wig, Rainbow Face Paint in Sia's Haunting Tribute Video to Orlando Victims. Entertaiment Tonight. Accesat la data de 25 septembrie 2016
5. 1 2 3 4 5 6 7 8 9 10 11 12 13 14 15  en Australian-charts.com – Sia feat. Kendrick Lamar – The Greatest. Accesat la data de 25 septembrie 2016.
6. ↑  en Sia – Chart history (Canadian Hot). Billboard. Accesat la data de 25 septembrie 2016
7. ↑  en Chart Track: Week 38, 2016 Arhivat în 24 septembrie 2016, la Wayback Machine.. Accesat la data de 25 septembrie 2016
8. ↑  en Sia – Chart history (Japan Hot). Billboard. Accesat la data de 25 septembrie 2016
9. ↑  pt Portuguesecharts.com – Sia feat. Kendrick Lamar – The Greatest. Accesat la data de 25 septembrie 2016
10. ↑  en Sia: Artist Chart History. Accesat la data de 25 septembrie 2016
11. ↑  ro Romania's Airplay 100 – 16 October 2016. Kiss FM. Accesat la data de 26 ottobre 2016
12. ↑  cs ČNS IFPI. Hitparáda – Digital Top 100 Oficiální. IFPI Czech Republic. Notă: inserați 201637 în secțiunea de căutare. Accesat la data de 25 septembrie 2016
13. ↑  en Archive Chart: 2016-09-16. Official Charts Company. Accesat la data de 27 septembrie 2016
14. ↑  en Sia – Chart history (Hot 100). Billboard. Accesat la data de 25 septembrie 2016
15. ↑  hu Archívum – Slágerlisták – MAHASZ. Accesat la data de 25 septembrie 2016
16. ↑  en ARIA Charts - Accreditations - 2016 Singles. Australian Recording Industry Association. accesat la data de 11 octombrie 2016
17. ↑  en Canadian singles certifications - The greatest. Music Canada. accesat la data de 11 octombrie 2016
18. ↑  it Certificazioni. Federazione Industria Musicale Italiana. accesat la data de 11 octombrie 2016
19. ↑  en Certified Awards Arhivat în 1 august 2017, la Wayback Machine.. accesat la data de 16 octombrie 2016